# WrestleMania XX
Wrestlemania XX foi o vigésimo evento anual do WrestleMania, produzido pela World Wrestling Entertainment (WWE) e transmitido em pay-per-view, que ocorreu em 14 de março de 2004 no Madison Square Garden em Nova Iorque, Nova Iorque.
O evento contou com a participação dos lutadores dos programas Raw e SmackDown!, contendo portanto dois eventos principais. A luta mais importante do Raw envolveu o campeão mundial dos pesos-pesados Triple H defendendo seu título contra Shawn Michaels e Chris Benoit. Benoit venceu o combate depois de fazer Triple H desistir de um Crippler Crossface. O evento principal do SmackDown! apresentou Eddie Guerrero contra Kurt Angle pelo WWE Championship, que Guerrero ganhou. O evento ainda contou com o retorno de The Undertaker, que derrotou Kane pela segunda vez em um WrestleMania. Houve ainda um confronto entre Goldberg e Brock Lesnar com Stone Cold Steve Austin como árbitro especial. Esta foi a última luta de Lesnar e Goldberg até aquela data, antes de Lesnar voltar para a WWE em 2012 e Goldberg em 2016. Goldberg venceu a luta depois de um Jackhammer, mas ambos foram atacados por Austin depois do combate.
WrestleMania XX foi a terceira a acontecer no Madison Square Garden (depois das WrestleManias I e X) e a quarta a acontecer na Região Metropolitana de Nova Iorque (depois dos WrestleManias I, 2 e X). O evento arrecadou US$ 2,4 milhões em vendas de ingressos, fazendo deste pay-per-view a maior receita que a WWE arrecadou no Madison Square Garden. Mais de 20.000 pessoas de 16 países e de 48 estados dos Estados Unidos compareceram, sendo ainda televisionado para mais 90 países. O evento ainda arrecadou cerca de $13,5 milhões de atividade econômica para a cidade de Nova Iorque e criou 96 empregos.

## Resultados
| Nº                                          | Resultados | Estipulações                                                      | Tempo |
| ------------------------------------------- | --- | ----------------------------------------------------------------- | ----- |
| 1                                           | John Cena derrotou Big Show (c) | Luta individual pelo WWE United States Championship               | 9:14  |
| 2                                           | Booker T e Rob Van Dam (c) derrotaram Garrison Cade e Mark Jindrak, The Dudley Boyz (Bubba Ray e D-Von) e La Résistance (René Duprée e Rob Conway)                         | Luta fatal 4-way de duplas pelo World Tag Team Championship       | 7:51  |
| 3                                           | Christian (com Trish Stratus) derrotou Chris Jericho | Luta individual                                                   | 15:03 |
| 4                                           | Evolution (Ric Flair, Batista e Randy Orton) derrotou The Rock 'n' Sock Connection (The Rock e Mick Foley)                                                                 | Luta 3-contra-2                                                   | 17:00 |
| 5                                           | Torrie Wilson e Sable derrotaram Stacy Keibler e Miss Jackie | Luta Playboy Evening Gown                                         | 2:41  |
| 6                                           | Chavo Guerrero (c) (com Chavo Classic) derrotou Último Dragón, Shannon Moore, Jamie Noble, Funaki, Nunzio, Billy Kidman, Rey Mysterio, Tajiri e Akio                       | Cruiserweight Open pelo WWE Cruiserweight Championship            | 11:31 |
| 7                                           | Goldberg derrotou Brock Lesnar | Luta individual com Stone Cold Steve Austin como árbitro especial | 13:43 |
| 8                                           | Rikishi e Scotty 2 Hotty (c) derrotaram The World's Greatest Tag Team (Charlie Haas e Shelton Benjamin), The Basham Brothers (Doug e Danny) e The APA (Bradshaw e Faarooq) | Luta fatal 4-way de duplas pelo WWE Tag Team Championship         | 6:08  |
| 9                                           | Victoria (c) derrotou Molly Holly | Luta cabelo vs. título pelo WWE Women's Championship              | 6:49  |
| 10                                          | Eddie Guerrero (c) derrotou Kurt Angle | Luta individual pelo WWE Championship                             | 21:36 |
| 11                                          | The Undertaker (com Paul Bearer) derrotou Kane | Luta individual                                                   | 7:47  |
| 12                                          | Chris Benoit derrotou Triple H (c) e Shawn Michaels por submissão | Luta Triple Threat pelo World Heavyweight Championship            | 25:12 |
| (c) – Refere-se aos campeões antes da luta. | |                                                                   |       |